# 澳洲小奥德蘑
澳洲小奥德蘑（學名：Oudemansiella australis），俗稱陶瓷泥蓋（porcelain slimecap），是一種擔子菌門真菌，隸屬於奥德蘑屬。這種真菌廣泛地分佈在大洋洲，並且主要在腐木上生長。呈白色，菌蓋直徑約為5.5厘米（2.2英寸），而菌柄則短而粗。

## 分類
澳洲小奥德蘑最早是由新西蘭真菌學家格里塔·史蒂文森和G·M·泰勒於1964年描述的。他們是根據於1961年採集得來的標本來為這種真菌命名。於1986年，澳大利亞真菌學家佩格勒和安東尼·M·楊根據其孢子結構，將這種真菌和黏小奧德蘑等數種真菌歸類為一個新的屬，即奥德蘑屬。 其學名中的源自拉丁文，意思是「南方」，即「澳洲」。而這種真菌的俗稱，「陶瓷泥蓋」，則是由新西蘭真菌學家傑夫·里德利提出。

## 描述
澳洲小奥德蘑的菌蓋直徑為3–5.5厘米（1.2–2.2英寸），呈白色，但隨著年齡增加會變成淺土黃色。呈凸面狀及偏移狀，但其邊緣會翹起。其翹起的菌蓋導致其白色的菌肉露了出來。其菌柄高約2.5厘米（1英寸），厚0.6–1厘米（0.2–0.4英寸），頂端呈白色，底部呈淺土黃色，且菌柄與菌蓋的連接位偏離菌蓋中央。其菌褶呈白色，它們之間的間距適中，且子實層是連生的。其菌肉呈白色，堅固，且質感柔滑。其孢子印呈白色，而其近乎球體的擔孢子的大小則為24 x 21微米，並且有著厚近1微米的孢子壁。

## 生境和分佈
澳洲小奥德蘑廣泛地分佈在大洋洲，其中包括澳洲、新西蘭和巴布亞新幾內亞。這種真菌通常在樹林中出現，且通常是在腐木上生長。這種真菌的第一個標本是在惠靈頓懷努谷中收集得來的。

## 可食性
澳洲小奥德蘑的可食性仍然存疑。部份文獻指出這種真菌並不可供食用，而部份文獻則指出包括這種真菌在內的所有奥德蘑屬真菌均可供食用。